# 証明ティンエイジャー
「証明ティンエイジャー」（しょうめいティンエイジャー）とは夢みるアドレセンスの4枚目のシングル。2014年9月9日にリリース。メンバー個人ジャケットと集合ジャケットの6タイプがある。

## 解説
前作から引き続き、agehaspringsプロデュースによる楽曲で、10代（プレティーン・ティーンエイジャー）の女性の揺れ動く心情を歌っている。アーティスト写真とジャケットではメンバーは大人っぽさを感じさせるメイクとし、今回の衣装は担当カラーを廃し、全員が同じ衣装を身にまとっている。

### 絶対的シンパシー
証明ティンエイジャー同様、agehaspringsプロデュースによる楽曲。
1公演につき8曲程度披露される定期公演『YUMELIVE』でも高い頻度で披露される人気曲となっている。
ライブの際、1番のAメロの部分の荻野可鈴が自身の担当のソロパートで、ウインクをする。また、その直後の志田友美はソロパートで、ビートたけしのギャグのコマネチのようなポーズをとる事がある。

## ミュージック・ビデオ
ミュージック・ビデオでは序盤から中盤にかけてはメンバーが眼鏡をかけて各メンバーが異なる衣装を着ているシーンとアーティスト写真・ジャケットと同じメイク・衣装で歌いながらキレのあるダンスを行い、10代の揺れ動く感情を表現しているシーンがある。
終盤は「生まれたそのカラダ」シーンとなる。志田友美が着ているアーティスト写真・ジャケットと同じ衣装がバラバラに砕けて後方へ飛び散り（手ブラ・腕ブラをしている）、セミヌードになる。次に各メンバーの頭部からセミヌードの肩が映る。これは、ファッションモデルなどで活躍する各メンバーが衣装を何も着用せず、生まれたのままの姿を披露し、自分自身の可能性、そして今を生きる自分自身の存在を「証明」している。最後は凛とした全メンバーが後方を向いて佇み、後頭部からセミヌードの背中が映り、メンバーのリーダーシップも感じさせるようになっている。

## オルゴールバージョン
音楽配信サイトで「証明ティンエイジャー」のオルゴールバージョンが配信が行われている。なお、これは夢みるアドレセンスのメンバー及びスタッフが関わったものではない。

## 収録曲
| #  | タイトル                                | 作詞       | 作曲         | 編曲       |
| -- | --------------------------------------- | ---------- | ------------ | ---------- |
| 1. | 「証明ティンエイジャー」                | Akiko.N    | 岡本武士     | 南田健吾   |
| 2. | 「絶対的シンパシー」                    | tzk        | 鈴木ともよし | 高橋浩一郎 |
| 3. | 「ヒロイン」                            | 大塚ひとみ | 内藤英雅     | 成瀬裕介   |
| 4. | 「証明ティンエイジャー (instrumental)」 |            |              |            |
| 5. | 「絶対的シンパシー (instrumental)」     |            |              |            |
| 6. | 「ヒロイン (instrumental)」             |            |              |            |